# The Newz
The Newz е студиен албум на шотландската рок група Назарет, издаден през февруари 2008 г.

## Списък на песните
1. „Goin' Loco“ – 5:24
2. „Day At The Beach“ – 4:55
3. „Liar“ – 6:43
4. „See Me“ – 4:53
5. „Enough Love“ – 5:49
6. „Warning“ – 4:35
7. „Mean Streets“ – 4:15
8. „Road Trip“ -	2:47
9. „Gloria“ – 5:47
10. „Keep On Travellin'“ – 3:56
11. „Loggin' On“ – 4:47
12. „The Gathering“ – 7:08
13. „Dying Breed“	- 13:23

## Credits
- Дан Маккафърти – вокали
- Пийт Агню – бас китара, беквокали
- Джими Мюрисън – китара
- Лий Агню – барабани